# Negative Capability (Album)
Negative Capability ist das einundzwanzigste Studioalbum der britischen Singer-Songwriterin Marianne Faithfull. Es erschien am 2. November 2018.

## Hintergründe
Als Negative Capability erschien, war Marianne Faithfull 71 Jahre alt und litt unter starken Gesundheitsproblemen; so musste sie unter anderem ihre Hüfte ersetzen lassen. Die Sängerin selbst bezeichnete das Album als ihr „ehrlichstes“, denn sie habe zuvor immer versucht, in ihren Werken ihr „wahres Selbst zu maskieren“, was sie nun weitgehend unterließ. Sie verarbeitet auf der Platte zum Teil die schwierigen Umstände und Ereignisse ihres Lebens. Die Lieder Don’t Go und Born to Live widmete die Musikerin beispielsweise ihren verstorbenen Freunden Martin Stone und Anita Pallenberg. Sie betonte hierbei explizit, dass sie die Titel nicht als Hilfe zur Bewältigung der Tode, sondern für die Toten selbst geschrieben habe, da sie diese liebte. Neben Faithfull treten auch Ed Harcourt, Sivert Høyem, Rob McVey, Nick Cave, Warren Ellis und Mark Lanegan als Autoren des neuen Materials auf; die drei Lieder As Tears Go By, It’s All Over Now, Baby Blue und Witches’ Song hatte Faithfull bereits zu früheren Zeitpunkten ihrer Karriere interpretiert und nun neu eingesungen. Zweitgenanntes stellt eine Coverversion des gleichnamigen Bob-Dylan-Songs dar, bei dem Bonustrack Loneliest Person handelt es sich um eine Neuaufnahme des The-Pretty-Things-Titels. Rob Ellis, Warren Ellis und Howard Bullivant produzierten sämtliche Titel. Als besonders ergreifend empfand Warren Ellis, nacheinander an Nick Caves Album Skeleton Tree, das dieser nach dem Tod seines Sohnes aufnahm, und Negative Capability gearbeitet zu haben. Er nannte die Erfahrung „lebensverändernd“.
Das Werk erschien in zwei Versionen. Die Standard Edition beinhaltet zehn Titel, während die Deluxe Edition ein zusätzliches Lied sowie zwei alternative Versionen von Albumtracks enthält.
Als einziger Song von Negative Capability wurde The Gypsy Faerie Queen als Single ausgekoppelt. Diese war zwar weltweit kein kommerzieller Erfolg, erntete allerdings positive Kritiken und wurde vom Magazin laut.de zum drittbesten Lied des Jahres 2018 gekrönt.

## Musik und Texte
Negative Capability lässt sich über weite Strecken dem Folkgenre zuordnen. Die musikalische Untermalung besteht dabei aus traditionellen, natürlichen Instrumenten, darunter vorwiegend Gitarren, Streicher, Schlagzeug, Bass und Klavier. Marianne Faithfulls Stimme ist auf keinem der Lieder mit Effekten bearbeitet; unsauber eingesungene Passagen wurden unverändert in den fertigen Versionen beibehalten. Die Texte des Albums drehen sich unter anderen um fehlbare Einzigartigkeit, den Tod von Freunden, William Shakespeares Ein Mittsommernachtstraum oder die Terroranschläge am 13. November 2015 in Paris.

## Covergestaltung
Das Coverartwork von Negative Capability zeigt Marianne Faithfull vor einem einfarbig weißen Hintergrund stehend, während sie sich auf einen dunklen Gehstock mit goldenem Griff stützt. Sie trägt eine hellblaue Bluse, um die ein orangefarbener Schal gewickelt ist. Ihr Handgelenk wird von einem goldenen Armreif geschmückt, und sie trägt einen Fingerring. In der linken oberen Ecke des Motivs steht in kleinen, schwarzen Lettern der Name der Künstlerin, in der rechten der Albumtitel in selber Farbe, Größe und Schriftart.

## Titelliste
| Nr. | Titel                                    | Länge |
| --- | ---------------------------------------- | ----- |
| 1.  | Misunderstanding                         | 4:04  |
| 2.  | The Gypsy Faerie Queen (feat. Nick Cave) | 3:40  |
| 3.  | As Tears Go By                           | 3:52  |
| 4.  | In My Own Particular Way                 | 4:21  |
| 5.  | Born to Live                             | 3:39  |
| 6.  | Witches’ Song                            | 4:57  |
| 7.  | It’s All Over Now, Baby Blue             | 5:01  |
| 8.  | They Come at Night                       | 3:40  |
| 9.  | Don’t Go                                 | 4:20  |
| 10. | No Moon in Paris                         | 4:56  |

| Nr. | Titel                                    | Länge |
| --- | ---------------------------------------- | ----- |
| 1.  | Misunderstanding                         | 4:04  |
| 2.  | The Gypsy Faerie Queen (feat. Nick Cave) | 3:40  |
| 3.  | As Tears Go By                           | 3:52  |
| 4.  | In My Own Particular Way                 | 4:21  |
| 5.  | Born to Live                             | 3:39  |
| 6.  | Witches’ Song                            | 4:57  |
| 7.  | It’s All Over Now, Baby Blue             | 5:01  |
| 8.  | They Come at Night                       | 3:40  |
| 9.  | Don’t Go                                 | 4:20  |
| 10. | No Moon in Paris                         | 4:56  |
| 11. | Loneliest Person                         | 2:52  |
| 12. | No Moon in Paris (Edit Version)          | 3:26  |
| 13. | They Come at Night (Alternative Version) | 3:36  |

## Kritik
Negative Capability erhielt positive Kritiken. Bewerteten englischsprachige Medien das Werk bereits überwiegend als gut, waren besonders die Rezensionen im deutschsprachigen Raum mitunter regelrecht euphorisch. Man lobte die raue Intensität des Albums, die durch die brüchige Stimme der Sängerin hervorgerufen würde, und die Reife und Lebenserfahrung, die die Musikerin mitbrächte. Man war sich einig, dass die Platte in ihrem Songwriting und ihrer Darbietung das schwierige Leben Marianne Faithfulls, sowie ihr Ringen mit dem Altern und ihren Gesundheitsproblemen einfangen würde. Mehrere Kritiken hoben die Neuaufnahme des Titels As Tears Go By hervor, die deutlich mache, wie sehr sich die Künstlerin über die Jahre entwickelte.
Das Magazin laut.de listete das Werk unter den besten Alben des Jahres 2018 auf Platz 27.

## Erfolg
Negative Capability war weltweit ein moderater kommerzieller Erfolg, der sich in mehreren Hitparaden, allerdings in keinem Land in den Top Ten positionieren konnte. Am Erfolgreichsten war das Album in Belgien, wo es ihm gelang, bis auf Platz 12 der Charts zu klettern. In Faithfulls Heimat, dem Vereinigten Königreich, landete das Album im Vergleich lediglich auf Nummer 44. In Deutschland, Österreich und der Schweiz reichten die Verkäufe für die Positionen 27, 20 und 14. In den USA konnte sich das Werk nicht in den Charts beweisen.